# Twierdzenie o pizzy

8 kawałków: pole żółte = pole fioletowe.

Dowód podany przez Cartera i Wagona w 1994 r.

Twierdzenie o pizzy (ang. pizza theorem) – twierdzenie mówiące o równości pól dwóch obszarów w pewnych podziałach koła. 
Niech {\displaystyle n} będzie liczbą naturalną podzielną przez {\displaystyle 4} i nie mniejszą od {\displaystyle 8}. Wówczas, jeżeli 
- koło podzielono na {\displaystyle n} obszarów za pomocą {\displaystyle n} półprostych wychodzących z jednego punktu (może to być dowolny punkt wewnątrz koła),
- kąty między każdymi dwoma kolejnymi półprostymi mają równe miary ({\displaystyle 360/n^{\circ }} każdy),
- wycinki między kolejnymi półprostymi ponumerowano kolejnym liczbami naturalnymi od {\displaystyle 1} do {\displaystyle n} (dowolnie wybierając obszar o numerze {\displaystyle 1}),

to suma pól obszarów o numerach nieparzystych jest równa sumie pól obszarów o numerach parzystych.
Twierdzenie to zawdzięcza swoją nazwę temu, że może zostać wykorzystane do sprawiedliwego podziału okrągłej pizzy pomiędzy dwie osoby.

## Uogólnienie

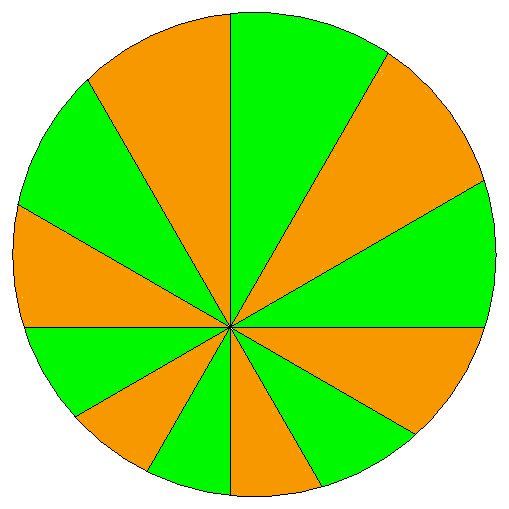
12 kawałków można rozdzielić po równo między 2 oraz 3 osoby.

Mabry i Deiermann (2009) rozwiązali problem Cartera i Wagona (1994) i uściślili twierdzenie, określając który z dwóch wyborów daje większą powierzchnię w przypadku, gdy obszary te nie są równe. Jeśli n mod 8 = 2 oraz żadne cięcie nie przechodzi przez środek koła to podzbiór wycinków z wycinkiem zawierającym centrum ma mniejszą powierzchnię niż drugi podzbiór. Jeśli n mod 8 = 6 i żadne cięcie nie przechodzi przez środek, to podzbiór z wycinkiem zawierającym środek ma większy obszar. Nieparzystej liczby wycinków nie da się uzyskać w wyniku cięć prostoliniowych, a cięcie przez środek powoduje, że oba podzbiory są równe bez względu na liczbę wycinków.
Hirschhorn zauważył również, że n kawałków pizzy (dla n podzielnego przez 4) można rozdzielić po równo między n/4 osób, np. 12 kawałków można rozdzielić po równo między 2 oraz 12/4=3 osoby.